# Mỹ Lợi
Mỹ Lợi là một xã thuộc huyện Phù Mỹ, tỉnh Bình Định, Việt Nam.
Xã Mỹ Lợi có diện tích 25,9 km², dân số năm 2002 là 7.814 người, mật độ dân số đạt 302 người/km².

## Hành chính
Xã Mỹ Lợi được chia thành 8 thôn: Chánh Khoan Đông, Chánh Khoan Nam, Chánh Khoan Tây, Mỹ Phú Bắc, Mỹ Phú Đông, Mỹ Phú Nam, Phú Ninh Đông, Phú Ninh Tây.